# Nadja Casadei
Nadja Emelie Nathalie Casadei, född 3 april 1983, är en friidrottare från Karlskrona, sedan säsongen 2007 tävlande för IFK Lidingö med mångkamp som specialitet.

## Karriär
Nadja Casadei är en av Sveriges främsta mångkampare. I Europacupen i polska Szczecin 28-29 juni 2009 noterade hon 5 905 poäng, vilket innebar att hon kvalade in och blev uttagen till Världsmästerskapen i friidrott 2009 i Berlin där blev hon 22:a. Säsongen 2008 nådde hon i sjukamp 5 833 poäng i Europacupen i Jyväskylä. Med det resultatet var hon inför säsongen 2009 sjua i Sverige genom tiderna, men sedan dess har Casadei avancerat upp till sjätte plats i genomtiderna-statistiken. I SM i femkamp inomhus tog hon 2008 silver på 4 190 poäng vilket då var det sjunde bästa resultatet genom tiderna i Sverige. 
Casadei utsågs 2014 till Stor grabb/tjej nummer 527 i friidrott.

## Bakgrund
När Nadja Casadei var 18 år tog hon sig in på Sverigebästalistan genom tiderna (6:e plats) i sjukamp på dåvarande personliga rekordet 5399 poäng. Serien hade hon bland annat topp i höjdhopp på 178 cm. Nadja har även tagit JSM-medaljer i stavhopp (under ledning av Miro Zalar) och var även mycket duktig på 300 meter häck där hon vann ett antal USM- och JSM-medaljer och även en seger i Finnkampen för ungdomar.
Casadeis far är från Italien och mor är före detta längdhopperskan Lena Kullberg, som hoppade 6,33 redan som 16-åring 1979. Fyra år senare födde hon dottern Nadja och karriären kom av sig.

## Privatliv
2013 blev Casadei diagnostiserad med cancer, något hon senare blivit friskförklarad från. Casadei bor, tillsammans med sin sambo Marcus Nilsson, i Alvesta. 2019 fick de en dotter tillsammans. Nilsson, som är tiokampare, har Casadei som tränare. 
Casadei arbetar på ett HVB-boende i Ronneby.

## Personliga rekord
| Gren            | Rekord      | Plats                    | Datum            | Ref                         |
| --------------- | ----------- | ------------------------ | ---------------- | --------------------------- |
| Sjukamp:        | 5 905 poäng | Szczecin, Polen          | 27-28 juni 2009  | [ 12 ] [ 13 ] [ 14 ] [ 15 ] |
| 100 meter:      | 12,29 s     | Norrköping               | 30 maj 2009      | [ 12 ]                      |
| 200 meter:      | 24,73 s     | Karlshamn                | 30 maj 2000      | [ 13 ]                      |
| 200 meter:      | 24,92 s     | Jyväskylä, Finland       | 7 juni 2008      | [ 12 ] [ 15 ]               |
| 200 meter:      | 24,92 s     | Berlin, Tyskland         | 15 augusti 2009  | [ 14 ]                      |
| 400 meter:      | 56,48 s     | Eskilstuna               | 11 augusti 2002  | [ 12 ] [ 13 ]               |
| 800 meter:      | 2.08,15 s   | Szczecin, Polen          | 28 juni 2009     | [ 12 ] [ 13 ] [ 14 ] [ 15 ] |
| 100 meter häck: | 14,12 s     | Göteborg                 | 8 juli 2012      | [ 12 ] [ 13 ] [ 15 ]        |
| 100 meter häck: | 14,14 s     | Sandnes                  | 16 juni 2012     | [ 14 ]                      |
| 300 meter häck: | 41,93 s     | Västerås                 | 13 augusti 2000  | [ 12 ]                      |
| 400 meter häck: | 63,88 s     | Vellinge                 | 17 augusti 2003  | [ 12 ] [ 13 ]               |
| Höjdhopp:       | 1,78 m      | Ried, Österrike          | 30 juni 2001     | [ 12 ] [ 13 ] [ 14 ]        |
| Höjdhopp:       | 1,78 m      | Grosseto                 | 21 juli 2001     | [ 15 ]                      |
| Stavhopp:       | 3,60 m      | Karlskrona               | 28 juni 2003     | [ 12 ] [ 13 ] [ 15 ]        |
| Längdhopp:      | 6,33 m      | Göteborg                 | 2 september 2012 | [ 13 ] [ 15 ]               |
| Längdhopp:      | 6,30 m      | Sandnes                  | 17 juni 2012     | [ 12 ]                      |
| Längdhopp:      | 6,13 m      | Göteborg                 | 7 juli 2012      | [ 14 ]                      |
| Kulstötning:    | 13,67 m     | Göteborg, Sävedalsspelen | 2 juni 2013      | [ 13 ]                      |
| Kulstötning:    | 13,59 m     | Nottwil, Schweiz         | 29 juni 2013     | [ 14 ] [ 15 ]               |
| Kulstötning:    | 13,53 m     | Szczecin, Polen          | 27 juni 2002     | [ 12 ]                      |
| Spjutkast:      | 39,24 m     | Nottwil, Schweiz         | 30 juni 2013     | [ 13 ] [ 14 ] [ 15 ]        |
| Spjutkast:      | 38,93 m     | Viljandi, Estland        | 3 juni 2012      | [ 12 ]                      |

| Gren           | Rekord      | Plats            | Datum            | Ref                  |
| -------------- | ----------- | ---------------- | ---------------- | -------------------- |
| Femkamp:       | 4 190 poäng | Göteborg         | 16 mars 2008     | [ 14 ]               |
| Femkamp:       | 3 796 poäng | Västerås         | 3 februari 2001  | [ 13 ]               |
| 60 meter:      | 7,83 s      | Sätra, Stockholm | 2 februari 2008  | [ 15 ]               |
| 60 meter:      | 7,89 s      | Malmö            | 26 januari 2008  | [ 13 ]               |
| 200 meter:     | 25,15 s     | Göteborg         | 9 februari 2008  | [ 13 ]               |
| 800 meter:     | 2:18,31 s   | Göteborg         | 16 mars 2008     | [ 14 ] [ 15 ]        |
| 60 meter häck: | 8,82 s      | Malmö            | 27 januari 2008  | [ 13 ] [ 15 ]        |
| 60 meter häck: | 8,83 s      | Göteborg         | 16 mars 2008     | [ 14 ]               |
| Höjdhopp:      | 1,74 m      | Eskilstuna       | 10 februari 2001 | [ 13 ]               |
| Höjdhopp:      | 1,70 m      | Göteborg         | 16 mars 2008     | [ 14 ] [ 15 ]        |
| Stavhopp:      | 3,64 m      | Sätra, Stockholm | 2 mars 2003      | [ 13 ] [ 15 ]        |
| Stavhopp:      | 3,63 m      | Malmö            | 15 februari 2004 | [ 12 ]               |
| Längdhopp:     | 6,23 m      | Sätra, Stockholm | 28 februari 2010 | [ 12 ] [ 13 ] [ 15 ] |
| Längdhopp:     | 5,84 m      | Göteborg         | 16 mars 2008     | [ 14 ]               |
| Kulstötning:   | 13,26 m     | Sätra, Stockholm | 6 februari 2010  | [ 13 ]               |
| Kulstötning:   | 13,20 m     | Göteborg         | 16 mars 2008     | [ 14 ]               |

## Meriter (i urval)
- SM-guld, sjukamp 2007
- 2 SM-guld, stafett 4x800m 2008 och 2009
- ISM-guld, längd 2010
- ISM-silver, femkamp 2008
- ISM-silver, längdhopp 2008
- ISM-silver, höjdhopp 2001
- SM-brons, längdhopp 2008

- 3 guld, 9 silver och 1 brons på JSM och ISM
- 2 silver på USM
- Brons på UNM (Nordiska mästerskapen) 2000

## Landslagsuppdrag
- 2012: Finnkampen, Göteborg, Längdhopp 6,33m
- 2012: Nordiska juniormästerskapen, Sandnes, Norge, utom tävlan, sjukamp, 5 783p
- 2012: Landskamp mot Finland och Estland, Viljandi, Estland, plac 3, sjukamp, 5 760p
- 2010: EM, Barcelona, Spanien, bröt, sjukamp[16]
- 2009: VM, Berlin, Tyskland, plac 22, sjukamp, 5 598p[17]
- 2009: Europacupen 1st league, Szczecin, Polen, plac 8, sjukamp, 5 905p
- 2009: Landskamp mot Finland och Estland, Rakvere, Estland, plac 1, sjukamp, 5 723p
- 2008: Europacupen 2nd league, Jyväskylä, Finland , plac 4, sjukamp, 5 833p
- 2008: Landskamp mot Finland och Estland, Jyväskylä, Finland , plac 4, sjukamp, 5 771p
- 2007: Landskamp mot Finland och Estland, Visby, sjukamp, 5 277p
- 2007: Europacupen 2nd League, Szczecin, Polen, plac 26, sjukamp, 5 264p
- 2001: Europacupen 1st League, Ried, Österrike, sjukamp, 5 399p
- 2000: U-Finnkampen, Helsingfors, Finland, plac 1, 300m häck

## Klubbar
- KA 2 IF, -2006
- IFK Lidingö Friidrott, 2007-

## Tränare
- Miro Zalar, -2006
- Leif Robertson, 2007-

### Fotnoter
1. ↑  ”Stora SM 2008, dag 1”. trackandfield.se. Arkiverad från originalet den 24 augusti 2010. https://web.archive.org/web/20100824041359/http://www.trackandfield.se/Resultat/2008/080801.htm. Läst 20 maj 2013.
2. ↑  ”Stora SM 2012, dag 3”. swedishtiming.se. Arkiverad från originalet den 15 december 2012. https://web.archive.org/web/20121215070334/http://www.swedishtiming.se/resultat/120826.htm. Läst 16 april 2013.
3. ↑  ”SM i mångkamp 2007”. Arkiverad från originalet den 17 november 2015. https://web.archive.org/web/20151117021705/http://www.nbisfri.se/resultat/2007/070804smmkamp.htm. Läst 19 april 2013.
4. ↑  ”Stafett-SM 2008”. Arkiverad från originalet den 9 juni 2009. https://web.archive.org/web/20090609064617/http://www.stafett-sm.se/resultat. Läst 25 mars 2015.
5. ↑  ”Stafett-SM 2009”. ifgota.se. Arkiverad från originalet den 4 mars 2016. https://web.archive.org/web/20160304103354/http://www.ifgota.se/result/Uploaded/stafettsm09.html. Läst 29 maj 2013.
6. ↑  ”Stafett-SM 2013”. huddinge-friidrott.org. Arkiverad från originalet den 4 mars 2016. https://web.archive.org/web/20160304222253/http://www.huddinge-friidrott.org/tavlingar/13/stafettsm/resultat.htm. Läst 29 maj 2013.
7. ↑  ”Stora inne-SM 2008, resultat” (pdf). mai.se. Arkiverad från originalet den 14 april 2015. https://web.archive.org/web/20150414002300/http://www.mai.se/resultat/resultat_inne-sm_2008.pdf. Läst 11 april 2015.
8. ↑  ”Stora inne-SM 2010 dag 2, resultat”. friidrott.stockholm.se. http://www.friidrott.stockholm.se/ISM2010/Page.asp?PageIdentifier=RESSONDAG. Läst 19 juli 2012.
9. ↑  ”SM mångkamp 2008, resultat” (htm). lerumfriidrott.se. Arkiverad från originalet den 17 januari 2018. https://web.archive.org/web/20180117115520/http://www.lerumfriidrott.se/resultat/08/080316.htm. Läst 6 april 2015.
10. ↑  ”Stora grabbars märke”. friidrott.se. Arkiverad från originalet den 31 mars 2016. https://web.archive.org/web/20160331202525/http://www.friidrott.se/historik/storagrabbar.aspx. Läst 24 januari 2017.
11. ↑  ”Stora Grabbar personpresentation”. storagrabbar.se. http://www.storagrabbar.se/grabbar_11.html. Läst 24 januari 2017.
12. 1 2 3 4 5 6 7 8 9 10 11 12 13 14 15  ”Om mig”. nadjacasadei.se. Arkiverad från originalet den 28 oktober 2016. https://web.archive.org/web/20161028220143/http://www.nadjacasadei.se/om-mig/. Läst 28 oktober 2016.
13. 1 2 3 4 5 6 7 8 9 10 11 12 13 14 15 16 17 18 19  ”Personsida på AllAthletics”. all-athletics.com. Arkiverad från originalet den 24 oktober 2016. https://web.archive.org/web/20161024174450/http://www.all-athletics.com/node/148170. Läst 28 oktober 2016.
14. 1 2 3 4 5 6 7 8 9 10 11 12 13 14  ”Personsida hos IAAF”. iaaf.org. https://www.iaaf.org/athletes/sweden/nadja-casadei-189040. Läst 28 oktober 2016.
15. 1 2 3 4 5 6 7 8 9 10 11 12 13 14 15  ”Personsida på European Athletics' webbplats”. european-athletics.org. http://www.european-athletics.org/athletes/group=c/athlete=132701-casadei-nadja/index.html. Läst 28 oktober 2016.
16. ↑  ”European Athletics Championships - Barcelona 2010” (på engelska). european-athletics.org. http://www.european-athletics.org/competitions/european-athletics-championships/history/year=2010/results/index.html. Läst 6 april 2017.
17. ↑  ”Heptathlon Women - 12th IAAF World Championships In Athletics Berlin (Olympiastadion), Germany 15 Aug 2009 - 23 Aug 2009” (på engelska). iaaf.org. Arkiverad från originalet den 16 januari 2017. https://web.archive.org/web/20170116203432/https://www.iaaf.org/competitions/iaaf-world-championships/12th-iaaf-world-championships-in-athletics-3658/results/women/heptathlon/800-metres/points. Läst 12 januari 2017.